# Zoza
Zoza (korziško Zozza) je naselje in občina v francoskem departmaju Corse-du-Sud regije - otoka Korzika. Leta 2007 je naselje imelo 63 prebivalcev.

## Geografija
Kraj leži v goratem južnem predelu otoka Korzike znotraj regionalnega naravnega parka Korzike, 22 km severovzhodno od Sartène.

## Uprava
Občina Zoza skupaj s sosednjimi občinami Altagène, Aullène, Cargiaca, Loreto-di-Tallano, Mela, Olmiccia, Quenza, Sainte-Lucie-de-Tallano, Serra-di-Scopamène, Sorbollano in Zérubia sestavlja kanton Tallano-Scopamène s sedežem v Serra-di-Scopamène. Kanton je sestavni del okrožja Sartène.
1. ↑  »Populations légales 2016«. Nacionalni inštitut za statistične in gospodarske raziskave. Pridobljeno 25. aprila 2019.